# Imués
Imués (también Imues)[cita requerida] es un municipio colombiano ubicado en el departamento de Nariño. Según el censo de 2018, tiene una población de 7657 habitantes.

## Geografía
Limita por el norte con Guaitarilla y Yacuanquer; por el oriente con Yacuanquer; por el sur con Funes, Iles y Ospina, y por el occidente, con Ospina y Túquerres.

## División político-administrativa
Además de su cabecera municipal. Imués tiene bajo su jurisdicción los centros poblados:
- El Pedregal
- Pilcuan La Recta
- Picuan Viejo
- Santa Ana

## Historia
Cerca del río Guáitara, cobijado por monumentales extensiones verdes a su alrededor, fue el lugar elegido por la familia del cacique Carlos Quiscualtud de Imués, en el siglo XVI, para fundar el asentamiento, por ser un lugar estratégico tanto por sus riquezas naturales, que les daba seguridad para vivir cómodamente, como para tener una amplia visibilidad en el caso de presentarse un ataque enemigo.